# Луцзян
Луцзя́н (кит. упр. 庐江, пиньинь Lújiāng) — уезд городского округа Хэфэй провинции Аньхой (КНР).

## История
Во времена империи Хань был создан уезд Шусянь (舒县). В 121 году до н.э. был образован округ Луцзян (庐江郡), и уезд вошёл в его состав. В эпоху Южных и Северных династий власти округа в 502 году переехали в уезд Шусянь. Во времена империи Суй уезд Шусянь был в 607 году переименован в Луцзян.
В 1949 году был образован Специальный район Чаоху (巢湖专区), и уезд вошёл в его состав. В 1952 году Специальный район Чаоху был расформирован, и уезд перешёл в состав Специального района Уху (芜湖专区). В 1958 году уезд перешёл в состав Специального района Луань (六安专区).
В 1965 году был вновь создан Специальный район Чаоху, и уезд опять вошёл в его состав. В 1971 году Специальный район Чаоху был переименован в Округ Чаоху (巢湖地区). В 1999 году округ Чаоху был преобразован в городской округ.
В 2011 году городской округ Чаоху был расформирован, и уезд перешёл в состав Хэфэя.

## Административное деление
Уезд делится на 17 посёлков.